# Doris Humphrey
Doris Batcheller Humphrey est une danseuse, chorégraphe et enseignante américaine née à Oak Park (Illinois) le 17 octobre 1895 et morte à New York le 29 décembre 1958.

## Biographie
Née en 1895 à Oak Park,, elle est élevée à Chicago. C'est là qu'elle découvre la musique, avec sa mère, pianiste. Elle commence aussi à danser. Elle est influencée par Émile Jaques-Dalcroze : Mary Wood Hinman l'initie à la Rythmique Jaques-Dalcroze. 
Après un séjour à New York, elle rejoint la Denishawn School à Los Angeles en 1917,, y bénéficiant des enseignements de Ruth Saint-Denis et Ted Shawn. En 1928 elle fonde, avec Charles Weidman, une école et une compagnie,. Elle y diffuse ses techniques et sa conception de la danse,. Elle invente le ainsi « Fall & Recovery » (le tomber et le rattraper). Elle travaille la danse sur une technique qui utilise le poids du corps, les possibilités d'équilibre et les rythmes de chutes et de rétablissements. Elle lance la notion de « chorégraphie » et de « chorégraphe », et grâce à cela, fait apparaître un groupe de danseurs. Cela est totalement différent de la danse classique et des ballets où on pouvait voir se dessiner une hiérarchie entre les danseurs (ex. : danseurs étoile).
Pour des raisons de santé, elle doit arrêter la danse en 1944, et se consacre alors à la composition pour d'autres danseurs. Elle devient ainsi la directrice artistique de la José Limón Dance Company (1946-1957),,. En 1951, elle devient professeur à la Juilliard School of Dance puis en 1955 fonde le Juilliard Dance Theatre.
En 1989, elle reçoit à titre posthume un American Dance Festival Award pour l'ensemble de sa carrière.

## Chorégraphies
- The Shakers (1931)
- Trilogie New Dance (1935), With my Red Fires (1936), Theatre Piece (1936)
- Passacaglia (1938)
- Lament for Ignacio Sanchez Mejias (1946)
- Night Spell (1951)
- Ritmo Jondo (1953)
- Dance Ouverture (1957)

## Littérature
- The Art of Making Dance (posthume, 1959)
- Claude Pujade-Renaud, La Danse océane, Actes Sud, Babel, 1988.